# Црква Светог пророка Илије у Ривици
Црква Светог пророка Илије у Ривици, насељеном месту на територији општине Ириг, припада Епархији сремској Српске православне цркве.
Црква је подигнута на сеоском гробљу и освештана 2014. године.